# Aeroportul Ilorin
Aeroportul Ilorin (IATA: ILR, ICAO: DNIL) este un aeroport din Statul Kwara, Nigeria ce deservește zona Ilorin. Aeroportul a fost tranzitat în decembrie 2018 de 11.371 de pasageri. A fost numit după zona deservită.
Situat la o altitudine de 343 m, aeroportul dispune de o singură pistă.